# 霍尼克特鎮區 (北卡羅萊納州桑普森縣)
霍尼克特鎮區（英語：Honeycutt Township）是位於美國北卡羅萊納州桑普森縣的一個鎮區。

## 地方資料
霍尼克特鎮區的面積為110.07平方千米，皆為陸地。根據2020年美國人口普查的數據，當地共有人口2954人，而人口密度為每平方千米26.84人。